# Saint-Méthode-de-Frontenac

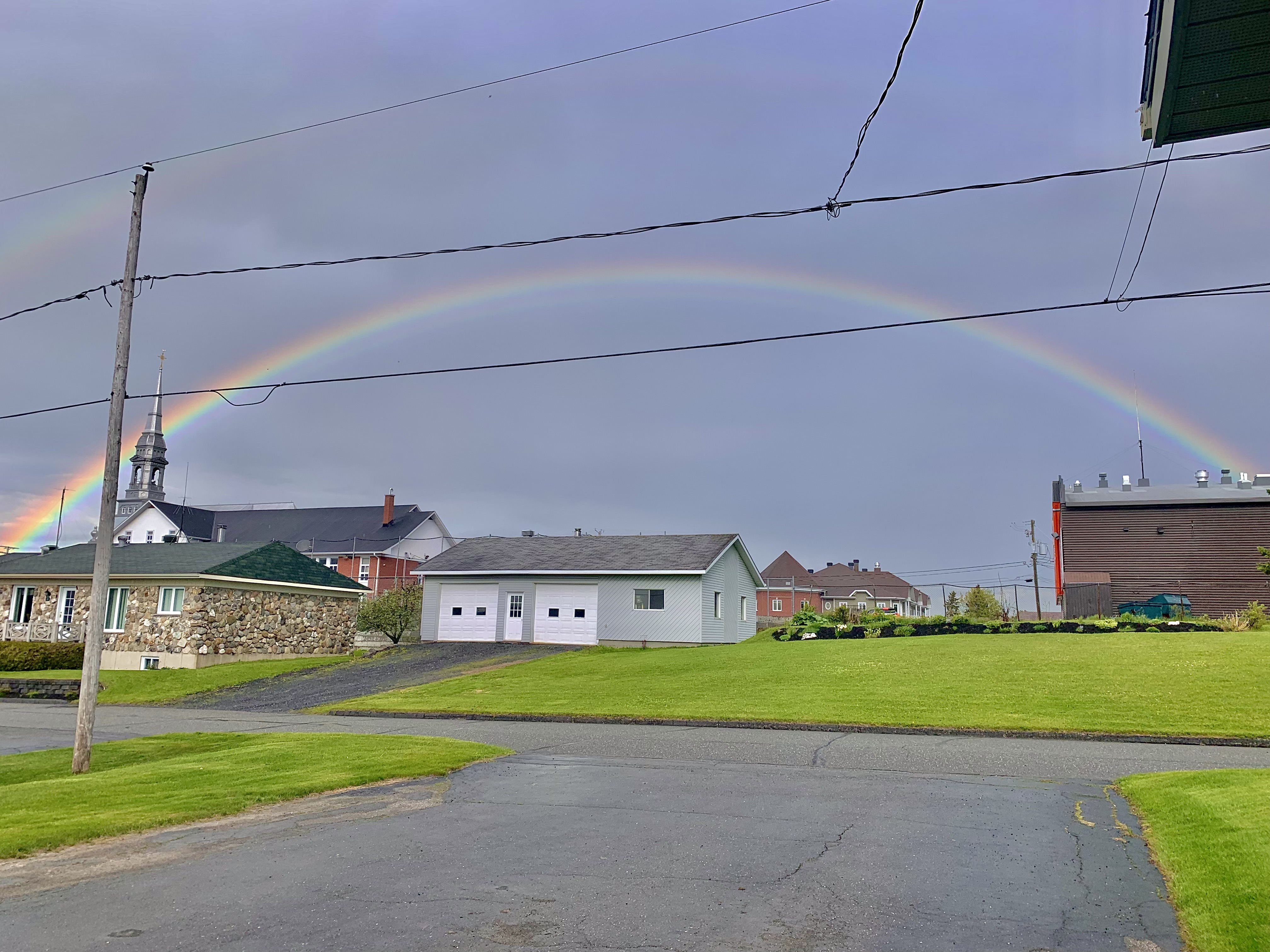
Arc-en-ciel de la rue Fortin Sud

Saint-Méthode-de-Frontenac est une ancienne municipalité de paroisse du Québec qui a été annexée à la municipalité d'Adstock en 2001, dans la MRC des Appalaches et dans la région administrative de la Chaudière-Appalaches. Elle est aujourd'hui un secteur de la municipalité d'Adstock. La population de Saint-Méthode-de-Frontenac en 2001 est estimée à 1 629.

## Histoire
En 1888, une partie de la paroisse Saint-Éphrem-de-Tring est détachée afin de créer la nouvelle paroisse Saint-Méthode-d'Adstock. L'érection canonique arrive en 1893. Elle devient la municipalité de paroisse de Saint-Méthode-d'Adstock en 1895. En 1941, la paroisse Saint-Antoine-Daniel est érigée. En 1945, Saint-Méthode-d'Adstock devient Saint-Méthode-de-Frontenac. Depuis les fusions municipales de 2001, l'appellation Saint-Méthode est employée pour désigner ce secteur.

## Économie
On retrouve sur le territoire de l'ancienne municipalité la Boulangerie Saint-Méthode.  
La Boulangerie St-Méthode est fondée en 1947 par Joseph Faucher et son épouse Mariette Robert.  
En 2017, l'entreprise familiale a éliminé les organismes génétiquement modifiés (OMG).   
En 2017, un incendie majeur à la Boulangerie St-Méthode a causé des pertes de près de 200 000$ et privera les consommateurs de certains produits pour une fin de semaine.    
En 2023, La Boulangerie St-Méthode passe sous le contrôle d'une firme d'investissement américaine spécialisée dans l'industrie des biens de consommation. Plus précisément, elle conclue une transaction avec trois investisseurs qui l'aideront à financer ses projets. Il s'agit du cabinet américain de placements privés Swander Pace Capital (SPC), la Caisse de dépôt de placement du Québec (CDPQ) et Partenaires d'investissement Roynat (Roynat).  
Au Canada, la Boulangerie St-Méthode est la troisième boulangerie en importance dans le marché du pain tranché. Au Québec, elle occupe la deuxième place.   
La Boulangerie St-Méthode produit 800 000 pains par semaine et utilise 250 tonnes de farine chaque semaine.   
En 2023, l'une des usines de la Boulangerie St-Méthode, située à Magog, a fermé ses portes définitivement.    

## Patrimoine
L'église de Saint-Méthode a été érigée entre 1904 et 1907 selon les plans de l'architecte Jean-Joseph Ouellet. L'église et son presbytère sont inventoriés dans le Répertoire du patrimoine culturel du Québec ainsi que l'ancien magasin général Wellie Hamann. Sur le plan de l'architecture résidentielle, plusieurs immeubles sont inventoriés dont certains sur l'avenue Principale, et la rue Notre-Dame.
L'église Saint-Antoine-Daniel a été érigée entre 1941 et 1942.